# Шатин, Андрей Юрьевич
Андрей Юрьевич Шатин (род. 27 октября 1960 года, Чечено-Ингушская АССР, СССР) — российский экономист, доктор экономических наук, профессор, ректор Челябинского государственного университета (2004—2014), депутат Челябинской городской думы (2011—2014).

## Биография
В 1984 году с отличием окончил Челябинский государственный университет по специальности «Экономика труда», а в 1999 году получил второе высшее образование в Челябинском государственном университете по специальности «Юриспруденция».
В 1992 году защитил кандидатскую диссертацию «Экономическая оценка и повышение эффективности АСУП в условиях рыночных отношений», а в 2003 году — докторскую диссертацию «Модель хозяйственного механизма российского университета: теоретические и методологические основы».
29 июня 2004 года был назначен ректором Челябинского государственного университета, 23 апреля 2014 года сложил полномочия ректора.
В марте 2011 года был избран депутатом Челябинской городской думы по Калининскому избирательному округу № 4 от партии «Единая Россия», в Думе состоял в комиссиях по бюджету и налогам и по местному самоуправлению и обеспечению безопасности жизнедеятельности населения. Также являлся председателем комиссии по делам молодёжи, физкультуре и спорту Общественной палаты Челябинской области. Являлся депутатом до 2014 года, так как не стал участвовать в новых выборах.

## Семья
Отец — Юрий Константинович Шатин, мать — Мария Ивановна Шатина. Женат, имеет сына.

## Награды
- Нагрудный знаком «Почётный работник высшего профессионального образования Российской Федерации»,
- Знак отличия «За заслуги перед Челябинской областью»[2].